# Bernhard Schaffer
Bernhard Franz Joseph Schaffer (* 10. Juni 1949; † 14. Mai 2017) war ein österreichischer Pädagoge und Autor von Science-Fiction-Romanen. Unter dem Pseudonym B. F. Joseph schrieb er 12 Bücher, die in kleiner Auflage unter Edition 333 im Selbstverlag bzw. als e-books erschienen sind.

## Leben
Geboren 1949 im niederösterreichischen Weinviertel, war er nach seiner Ausbildung als Pädagoge vier Jahrzehnte im Pflichtschulbereich tätig. Nebenbei widmete er sich seit den beginnenden 1980er Jahren seinem Hobby "Zeitungsstrips" und verfasste etliche Artikel für die Zeitschrift Comicforum. Weiterhin hat er zahlreiche Checklisten zu Zeitungsstrip-Serien erstellt, englische Texte ins Deutsche übersetzt (Gunlaw Comic, Garth), Romane übersetzt und Gedichte geschrieben, die er gemeinsam mit Joachim Luitz, der ihn am Klavier begleitete, zwischen 2003 und 2012 auf der Bühne vortrug.
Mit seiner Frau Marianne hatte er zwei Söhne.

## Werke
- Adolf und die Propaganda. Das Dritte Reich im Spiegel der Zeitungscomics Amerikas. Comic Forum 1994. ISBN 978-3-90039076-1
- Fort der Tränen. Science-Fiction-Roman. Gablitz: Edition 333, 1997. ISBN 978-3-95003503-2
- Terra Sacra Gablitz: Edition 333, 2005.
- Weinviertler Geschichten aus einem anderen Jahrtausend. Wien 2009. Gablitz: Edition 333.
- Grimms Aliens. Gablitz: Edition 333, 2011.
- Menschenfleisch. Gablitz: Edition 333, 2011.
- Transmitter Almanach. Gablitz: Edition 333, 2011
- Grimms Anhang. Gablitz: Edition 333, 2011.
- Ausflug nach Phantasia (2016) NÖ Kulturforum
- Kosmische Pfade. 1 - 3. e-books